# Уткін Володимир Федорович
Володи́мир Фе́дорович У́ткін (17 жовтня 1923, село Пустобор, Касимовський район, Рязанська область, РРФСР — 15 лютого 2000, Москва, Росія) — вчений-конструктор у галузі ракетобудування, перший заступник головного конструктора та начальника, головний конструктор та начальник КБ "Південне", доктор технічних наук (1967), член-кореспондент Академії наук Української РСР (1972), академік НАН України (1976), академік АН СРСР (1984). Двічі Герой Соціалістичної Праці (29.08.1969, 12.08.1976). Депутат Верховної Ради СРСР 8—11-го скликань (у 1972—1989 роках). Кандидат у члени ЦК КПУ (1971—1976). Член ЦК КПРС (1976—1990).

## Біографія
Народився в родині робітника. Дитинство провів в селищі Лашма Касимовського району Рязанської області.
У 1941 році з відзнакою закінчив середню школу № 2 в місті Касимов, і вже в серпні 1941 року був призваний в лави Червоної армії і направлений навчатися в училище зв'язку, потім в 21-й окремий полк зв'язку. Став військовим телеграфістом, сержантом 49-ї окремої роти зв'язку 278-ї винищувальної авіаційної дивізії Резерву Ставки Верховного Головнокомандування. З 1942 року і до кінця німецько-радянської війни воював на різних фронтах — Волховському, Північно-Кавказькому, Південному, 4-му і 1-му Українських, 3-му Білоруському, пройшовши шлях від Волхова до Берліна. Член ВКП(б) з 1945 року.
У 1946 році поступив до Ленінградського військово-механічного інституту. Після успішного закінчення інституту в 1952 році отримав направлення в одне із провідних конструкторських бюро СРСР — КБ «Південне» в місті Дніпропетровську. Працював інженером-конструктором, старшим інженером, потім очолював різні науково-дослідні і проектно-конструкторські підрозділи: начальник групи, начальник сектора, заступник начальника відділу, заступник головного конструктора.
У 1967 році призначений 1-м заступником головного конструктора і начальника КБ «Південне», у 1971 році — головним конструктором і начальником, а у 1979 році — генеральним конструктором і начальником конструкторського бюро.
Безпосередньо брав участь в створенні сучасних ракет-носіїв і космічних літальних апаратів. Під його керівництвом розроблені і здані на озброєння чотири стратегічні ракетні комплекси, створені декілька ракет-носіїв.
З 1986 року — генеральний директор і генеральний конструктором НВО «Південне». Брав найдіяльнішу участь в роботах по використанню оборонних науково-технічних розробок в інтересах науки і народного господарства: в створенні ракети-носія «Циклон» на базі СС-9, супутника «Космос-1500», використаного для виведення каравану судів з льодів Східносибірського моря.
У 1990—2000 роках — директор Центрального науково-дослідного інституту машинобудування Російського космічного агентства. Під його керівництвом в інституті велися наукові дослідження з різних розділах Федеральної програми, проводилися науково-дослідні і дослідно-конструкторські роботи з метою створення досвідчених апаратів спеціального призначення. У рамках досягнутих домовленостей із США забезпечувався науково-технічний «супровід» ключових проблем, пов'язаних з міжнародною космічною станцією (МКС). Жив у Москві.
Похований на Троєкурівському цвинтарі в Москві.

## Нагороди
- Двічі Герой Соціалістичної Праці (29.08.1969, 12.08.1976)
- шість орденів Леніна (1961, 1966, 29.08.1969, 1973, 12.08.1976, 1983)
- Орден Трудового Червоного Прапора (1959)
- Орден Вітчизняної війни І ст. (11.03.1985)
- Орден Вітчизняної війни ІІ ст. (194.)
- два ордени Червоної Зірки (1944, 1945)
- Орден «За заслуги перед Вітчизною» II ст. (23.10.1998)
- Орден «За заслуги перед Вітчизною» III ст. (24.12.1996)
- медаль «За бойові заслуги»
- медаль «За трудову доблесть»
- медаль «В ознаменування 100-річчя з дня народження Володимира Ілліча Леніна»
- медаль «За оборону Кавказу»
- медаль «За Перемогу над Німеччиною у Великій Вітчизняній війні 1941—1945 рр.»
- медаль «Двадцять років перемоги у Великій Вітчизняній війні 1941—1945 рр.»
- медаль «Тридцять років перемоги у Великій Вітчизняній війні 1941—1945 рр.»
- ювілейна медаль «Сорок років Перемоги у Великій Вітчизняній війні 1941—1945 рр.»
- ювілейна медаль «П'ятдесят років Перемоги у Великій Вітчизняній війні 1941—1945 рр.»
- медаль «За взяття Берліна»
- медаль «За звільнення Варшави»
- медаль «Ветеран праці»
- медаль «50 років Збройних Сил СРСР»
- медаль «60 років Збройних Сил СРСР»
- медаль Жукова
- медаль «В пам'ять 850-річчя Москви»
- ювілейна медаль «70 років Збройних Сил СРСР»
- Золота медаль імені С. П. Корольова (АН СРСР, 1988)
- Розпорядженням Голови Уряду Російської Федерації Євгенія Примакова № 1459-р від 8 жовтня 1998 ріка
- Почесна відзнака Президента України (11 квітня 1995) — за видатний внесок у створення ракетно-космічних систем, зміцнення міжнародного співробітництва в космічній галузі та у зв'язку з 10-річчям першого запуску ракети-носія «Зеніт»[2]
- Лауреат Ленінської премії (1964)
- Лауреат Державної премії СРСР (1980)